# Vukašin Brajić

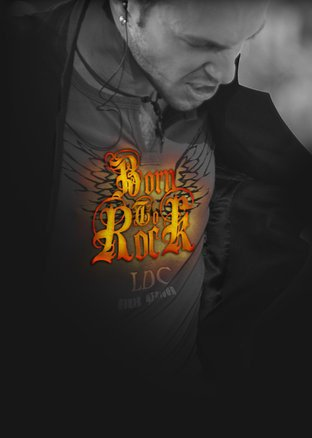
Vukašin Brajić

Vukašin Brajić (n. 9 februarie 1984, Sanski Most⁠(d), Federația Bosniei și Herțegovinei, Bosnia și Herțegovina) este un cunoscut cântăreț de pop-rock bosniac și sârb. A fost născut în orașul Sanski Most din Bosnia și Herțegovina. A devenit vestit după ce a participat într-un show numit Operacija Trijumf, în care a ocupat locul doi și care, fiind un show ce dezvoltă talente muzicale, este popular în cinci țări balcanice (Bosnia și Herțegovina, Croația, Macedonia, Muntenegru și Serbia). El a reprezentat Bosnia și Herțegovina la Concursul Muzical Eurovision 2010 cu melodia „Thunder and Lightning”.